# Taxus canadensis
Taxus canadensis là một loài thực vật hạt trần trong họ Taxaceae. Loài này được Marshall mô tả khoa học đầu tiên năm 1785.